# Jeanette Kwakye
Jeanette Kwakye, född den 20 mars 1983 i Essex, är en brittisk friidrottare som tävlar i kortdistanslöpning.
Kwakye deltog vid EM inomhus 2007 där hon slutade fyra på 60 meter. Samma år deltog hon vid VM utomhus i Osaka på 100 meter där hon emellertid blev utslagen redan i kvartsfinalen. 
Under 2008 blev hon silvermedaljör på 60 meter vid inomhus-VM i Valencia på tiden 7,08 slagen bara av Angela Williams. Hon deltog även vid Olympiska sommarspelen 2008 där hon som enda europe blev finalist på 100 meter. I finalen slutade hon sexa på det nya personliga rekordet 11,14.